# Alina Văcariu
Alina Văcariu (* 14. Dezember 1984 in Suceava) ist ein rumänisches Model und Schauspielerin.

## Karriere
Văcariu war im Alter von 14 Jahren Rumäniens Model des Jahres 1998, was ihr einen Vertrag mit Elite Model Management bescherte. Sie modelte mit Bikinis und Unterwäsche und posierte für die Dezember-2001- und die Januar-2003-Ausgabe der Zeitschrift Maxim.
In der Hip-Hop-Parodie Death of a Dynasty hat Văcariu einen Cameo-Auftritt.

## Filmografie
- 2003: Death of a Dynasty